# Іриней Іван Назарко
о. Іриней Назарко ЧСВВ (у хрещенні Іван; 7 липня 1905, Товстолуг, нині Тернопільський район Тернопільської області — 20 квітня 1976, Оттава, похований у Мандері) — український священник-василіянин, релігійний діяч, учений-богослов у Галичині та діаспорі. Дійсний член НТШ (1954 р.), член УВАН, Українського богословського наукового та Українського історичного товариств. Доктор філософії (1950).

## Життєпис
Народився 7 липня 1905 року в с. Товстолуг, нині Тернопільський район Тернопільської області, Україна в сім'ї українця Івана Назарка та Антонії з польського роду Худзік. У часі Першої світової війни втратив батька, який не повернувся з московського полону, а незабаром померла і мати. Малим Іваном заопікувалися сестри Служебниці.
Закінчив 6 класів української гімназії у Тернополі, 28 серпня 1922 року вступив до монастиря ЧСВВ у Крехові, закінчив дворічний гімназійний курс у Лаврівському монастирі (1924–1926) та отримав філософсько-богословську освіту в Кристинополі (1926–1931).
30 листопада 1930 р. рукопокладений на священника. Студіював педагогіку у Відні, Інсбруку (Австрія). Співорганізатор (1932), голова (до 1944) Марійського товариства молоді у Львові, редактор його видань («Вісник Марійських товариств», «Наш приятель», «Біблотека „Нашого приятеля“» та інших). Співпрацював у богословському квартальнику «Добрий Пастир» у Станиславові, дописував до інших часописів та журналів.
У 1941–1944 роках — ігумен Монастиря святого Онуфрія (Львів).
Від 1946 р. — у Німеччині, з 1948 р. — у Канаді (Мондер), де редагував журнал «Світло» (1946–1948 р.). Продовжив студії в Оттавському університеті, де в 1950 році здобув докторат з філософії. Професор історії Української церкви в Монреальському та Оттавському університетах 1950–1953 р.).
Переїхав до Риму: Генеральний консультор Курії ЧСВВ (1953–1963 р.), редактор «Записок ЧСВВ» (1954–1967 р.), ректор Української Папської колегії святого Йосафата (1955–1967 р.). Після повернення до Канади: служив на парафії у провінції Онтаріо (1967–1974 р.); духовник студентів-василіян у Католицькому університеті Оттави; працював у колегії Св. Василія; член редколегії місячника «Світло» (Торонто).

## Доробок
- наукові праці:
  - «Клим Смолятич і його послання» (1952),
  - «Святий Володимир Великий [Архівовано 4 червня 2016 у Wayback Machine.]…» (1954),
  - «Папа Іннокентій ХІ і Україна» (1957),
  - «Київські і Галицькі Митрополити» (1962, = Назарко І. Київські і галицькі митрополити: Біографічні нариси (1590–1960). Торонто, 1962. ),
  - «Роля козаків під Віднем» (1969)
  - «Єпископ Ю. Пелеш — історик церкви» та інші.
- статті, нариси (зокрема, у збірнику «Бучач і Бучаччина»), проповіді, переклади.